# 伊勢市立浜郷小学校
伊勢市立浜郷小学校（いせしりつ はまごうしょうがっこう）は、三重県伊勢市黒瀬町にある公立小学校。

## 概要
- 校地面積：11,484m2
- 構成は、校舎（面積3,022m2）、運動場（面積5,048m2）、屋内運動場、プールなどである。

## 沿革
- 1875年 - 一色・通（とおり）の2ヶ村を併せ、一色村に日知学校を設置する。
- 1876年 - 黒瀬・神田久志本（こうだくしもと）の2ヶ村を併せ、黒瀬村に敬義学校を設置する。田尻・小木・竹ケ鼻の3ヶ村を併せ、白浜学校を設置する。
- 1887年 - 一色村に一色小学簡易科授業所、黒瀬村に黒瀬小学簡易科授業所を設置する。
- 1891年4月 - 浜郷村（1889年に発足）内の簡易科授業所を廃止し、大字黒瀬に浜郷尋常小学校を設置する（これをもって学校創立とする）。
- 1897年 - 初代の校舎が落成する。
- 1902年4月 - 高等科を設置し、浜郷尋常高等小学校と改称する。
- 1910年 - 大字一色に分教場（分校）を設置する。
- 1915年 - 校地を拡張し、校舎を改築する。（2代目校舎）
- 1941年4月 - 国民学校令の施行に伴い、浜郷村国民学校と改称する。
- 1943年12月 - 浜郷村が宇治山田市に編入されるのに伴い、宇治山田市浜郷国民学校と改称する。
- 1945年6月 - 一色分校が戦災により全焼する。
- 1947年4月 - 学校教育法の施行に伴い、宇治山田市立浜郷小学校と改称する。
- 1947年6月 - 一色分校が再建、落成する。
- 1955年1月 - 市名変更に伴い、伊勢市立浜郷小学校と改称する。
- 1959年1月 - 新校舎が落成する。（3代目校舎）
- 1959年9月 - 伊勢湾台風により校舎が大破する。
- 1960年9月 - 一色分校が廃校する。
- 1961年4月 - 浜郷小学校の学区であった神田久志本町が、有緝小学校の学区に編入される。
- 1963年4月 - 特殊学級を設置する。
- 1966年12月 - 校歌を制定する。
- 1975年3月 - 屋内運動場が完成する。
- 1978年11月 - 鉄筋コンクリート3階建の新校舎が落成する。（4代目校舎）
- 1986年3月 - プールが完成する。
- 1990年4月 - 特殊学級（情緒障害）を増設する。
- 2005年4月 - 3学期制から2学期制に移行する。

## 学校区
旧度会郡浜郷村域を中心とする。
- 一色町
- 通町
- 黒瀬町
- 田尻町
- 鹿海町（かのみちょう）
- 神田久志本町（一部）

## 周辺
- 伊勢市立浜郷保育所
- 伊勢浜郷郵便局
- 御木本製薬株式会社 本社・工場

## 交通アクセス
- 三重交通バス 伊勢市駅・宇治山田駅より「今一色」または「鳥羽（鳥羽バスセンター）」行きに乗車、「浜郷小学校前」下車徒歩約2分
- JR東海 参宮線 五十鈴ケ丘駅から徒歩約8分
- 国道23号 通町インターチェンジから西へ約400m

## 出身者
- 朝玉勢大幸 - 大相撲力士（高砂部屋）[1]